# Azid cesný
Azid cesný je anorganická sloučenina se vzorcem CsN3.

## Struktura
Azid cesný má stejnou strukturu jako azid draselný, rubidný a azid thallný, jeho krystaly mají narušenou čtvercovou strukturu chloridu cesného, azidový anion je koordinován k osmi atomům kovu a každý kation se váže na osm koncových dusíkatých center. Při zahřátí na 151 °C mění svou strukturu na krychlovou.

## Příprava a reakce
Azid cesný je možné připravit neutralizací kyseliny azidovodíkové hydroxidem cesným:
CsOH + HN3 → CsN3 + H2O
Jako zásada zde může sloužit i uhličitan cesný:
Cs2CO3 + 2 HN3 → 2 CsN3 + CO2 + H2O
Síran cesný reaguje s azidem barnatým za vzniku azidu cesného a nerozpustného  síranu barnatého:
Cs2SO4 + Ba(N3)2 → 2 CsN3 + BaSO4↓
Tepelným rozkladem CsN3 ve vakuu vzniká velmi čisté kovové cesium:
2 CsN3 → 2 Cs + 3 N2